# June Marlowe
June Marlowe (6 de novembro de 1903 - 10 de março de 1984) foi uma atriz de cinema estadunidense que iniciou sua atuação na era do cinema mudo, trabalhando em 42 filmes entre 1923 e 1935. Notabilizou-se por representar, em seis episódios da série de crianças Our Gang, a professora Miss Crabtree.

## Biografia
Marlowe nasceu Gisela Valaria Goetten de pais alemães em St.Cloud, Minnesota. Foi uma das "WAMPAS Baby Star" de 1925. The WAMPAS Baby Stars foi uma campanha promocional, patrocinada pela United States Western Association of Motion Picture Advertisers, uma associação de anunciantes de cinema, que homenageava treze (quatorze em 1932) jovens mulheres a cada ano, as quais eles acreditavam estarem no limiar do estrelato cinematográfico. Elas foram selecionadas a partir de 1922, até 1934, e eram premiadas anualmente e homenageadas em uma festa chamada WAMPAS Frolic.
O primeiro filme de Marlowe foi Fighting Blood (1923) para a Robertson-Cole Pictures Corporation. Em 1924, assinou contrato com a Warner Bros., que a creditava como The Most Beautiful Girl On the Screen e a colocou nas cinco aventuras do cão superstar Rin-Tin-Tin.
Em 1926, atuou ao lado de John Barrymore em Don Juan. Em 1930, atuou no seriado da Mascot Pictures The Lone Defender, ao lado de Walter Miller.
Quando chegou o cinema sonoro, Marlowe não fez uma boa transição, e nos anos 1930, começou a se afastar do meio cinematográfico. Chegou a ir para Berlim, na extensão cinematográfica da Universal Pictures.
Seu último filme foi uma pequena participação em Roaring Roads, em 1935.

### Miss Crabtree
Marlowe teve sua chance ao conhecer o diretor de Our Gang, Robert F. McGowan em Los Angeles, em uma loja de departamentos. McGowan estava à procura de uma atriz para o papel da professora da série de comédias com crianças Our Gang. Posteriormente, o produtor Hal Roach sugeriu que a atriz, que era morena, usasse uma peruca loura para combinar com o cabelo do garoto principal da série, Jackie Cooper, e ela começou a atuar como Miss Crabtree.
Marlowe e Cooper atuaram juntos em três filmes da série Our Gang, Teacher's Pet (1930), School's Out (1930) e Love Business (1931). Ela também fez um pequeno papel em Little Daddy, em 1931. Além de seu trabalho em Our Gang, Marlowe também atuou junto às estrelas Laurel & Hardy em seu primeiro filme, Pardon Us.
Após Cooper deixar Our Gang em 1931 para atuar em filmes da MGM, a personagem Miss Crabtree de Marlowe foi usada em mais dois curta-metragens, Shiver My Timbers (1931) e Readin' and Writin (1932).
Após o renascimento bem sucedido dos velhos filmes da Our Gang na televisão, na década de 1950 e 1960, uma editora encomendou a Marlowe que escrevesse uma série de livros para crianças; ela completou dois, Beezy e Furry, porém os efeitos da doença de Parkinson a forçaram a abandonar o projeto.

## Vida pessoal
Em 2 de julho de 1933, Marlowe casou com o homem de negócios de Hollywood Rodney Sprigg, e se retirou da vida cinematográfica. Ficaram casados até a morte dele, em 2 de agosto de 1982.

## Morte

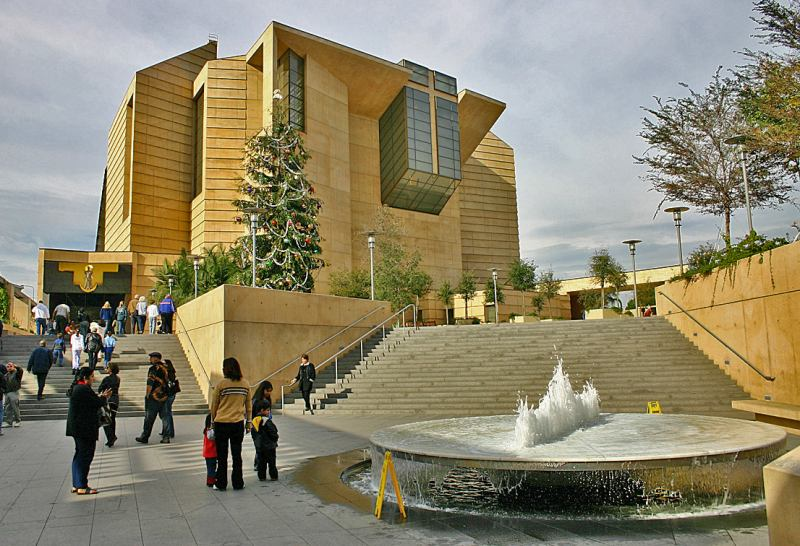
Cathedral of Our Lady of the Angels, em Los Angeles, onde Marlowe foi sepultada, em 2002.

No fim da vida, Marlowe sofreu de Doença de Parkinson, morrendo de complicaçõs da doença e, 10 de março de 1984. Foi originalmente sepultada no San Fernando Mission Cemetery, mas depois foi levada para a Cathedral of Our Lady of the Angels, em Los Angeles, em 2002.
Seus irmãos foram, também, ligados ao cinema. Armor E. Goetten (1910–2001) foi decorador de set de filmagem; Louis Marlowe (1905–1991) foi assistente de direção; Alona Marlowe (1908–2006) foi atriz.

## Filmografia parcial
- Fighting Blood (1923)
- Clash of the Wolves<ref.Clash of the Wolves no Silent Hollywood</ref>
- Fourth Commandment (1926)
- Don Juan (1926)
- The Night Cry (1926)
- Wild Beauty (1927)
- The Branded Man (1928)
- The Lone Defender (seriado, 1930)
- Teacher's Pet (1930, Our Gang)
- School's Out (1930, Our Gang)
- Love Business (1931, Our Gang)
- Little Daddy (1931) (Our Gang)
- Pardon Us (1931, Laurel & Hardy, não-creditada)
- Shiver My Timbers (1931, Our Gang)
- Readin' and Writin' (1932, Our Gang)
- Roaring Roads (1935)